# 保德聖胡安包蒂斯塔市

保德聖胡安包蒂斯塔市（西班牙語：Municipio Pao de San Juan Bautista），是委內瑞拉的一個市，位於該國西部科赫德斯州，首府設於埃爾帕奧，面積5,089平方公里，2007年人口15,730，人口密度為每平方公里3.1人。